# Jane Johnston Schoolcraft
Jane Johnston Schoolcraft o Obahbahmwawageezhagoquay "el so que fan les estrelles travessant el cel" (Sault Sainte Marie, Michigan, 1800-1841) fou una escriptora nord-americana, filla d'un irlandès i una anishinaabemowin. Rebé una bona educació i el 1823 es casà amb l'agent indi i estudiós de les tradicions índies Henry Schoolcraft. Va escriure diverses tradicions i llegendes ojibwa a l'antologia The Women's Great Lakes Reader, publicada el 1998. Va morir de malaltia.